# Palau Gambirasi
El Palau Gambirasi és un antic palau aristocràtic situat al centre històric de Roma.

## Història
El 1657, el comerciant Donato Gambirasi de Bèrgam va comprar els terrenys a les proximitats de l'Església de Santa Maria della Pace. Del 1658 al 1660, es va construir un palau segons els plànols de l'arquitecte Giovanni Antonio de Rossi. La propietat va ser traslladada posteriorment a la família Gambirasi, que la va ampliar considerablement. El 1710 la propietat va ser venuda a la parròquia alemanya de Santa Maria dell'Anima, seu de la parròquia catòlica de parla alemanya a Roma i punt de contacte per a pelegrins de parla alemanya a la ciutat, que abans la llogaven.
El 1891, la Caffe della Pace va obrir les portes aquí, convertint-se en una adreça gastronòmica de renom a Roma i un lloc de trobada de renom. El 2016, el cafè va haver de tancar sota la pressió de les idees de canvi del propietari.